# Åse Fernis
Åse Marie Fernis, född den 13 september 1959, är en tidigare svensk landslagsmålvakt i handboll.

## Karriär
Åse Fernis spelade inom klubbhandbollen för Skånela IF under hela tiden hon spelade i landslaget. I övrigt är hennes klubbhistoria okänd. 
Åse Fernis spelade två ungdomslandskamper för Sverige 1975. Hon spelade sedan från 1978 till 1983 56 landskamper för Sverige. Sverige tillhörde inte världstoppen under dessa år. Åsa Fernis spelade därför aldrig i en mästerskapsturnering. Hon debuterade  den 29 juni 1978 mot Danmark och avslutade i landslaget mot Ungern den 11 februari 1983. Fernis spelade enligt den gamla statistiken 54 landskamper och troligen har några landskamper missats i den gamla statistiken. Åse Fernis deltog i Spartikiaden 1979. Hon är mottagare av Stora grabbars och tjejers märke.